# Peoria Rivermen (ECHL)
Peoria Rivermen byl profesionální americký klub ledního hokeje, který sídlil v Peoria ve státě Illinois. V letech 1996–2005 působil v profesionální soutěži East Coast Hockey League. Rivermens ve své poslední sezóně v ECHL skončily v základní části. Své domácí zápasy odehrával v hale Peoria Civic Center s kapacitou 9 919 diváků. Klubové barvy byly modrá, červená a žlutá.

## Úspěchy
- Vítěz ECHL ( 1× )
  - 1999/00

## Přehled ligové účasti
Zdroj: 
- 1996–1997: East Coast Hockey League (Severní divize)
- 1997–2003: East Coast Hockey League (Severozápadní divize)
- 2003–2005: East Coast Hockey League (Severní divize)